# Coppa del Generalissimo 1944-1945
La Copa del Generalísimo 1944-1945 fu la 41ª edizione della Coppa di Spagna. Il torneo iniziò il 31 dicembre 1944 e si concluse il 24 giugno 1945. La finale si disputò allo Stadio Montjuic di Barcellona dove l'Athletic Bilbao ottenne il sedicesimo titolo.

## Squadre partecipanti

### Primera División

#### 14 squadre
| - Athletic Bilbao - Atlético Aviación - Barcellona - Castellón - Deportivo La Coruña | - Espanyol - Granada - Real Madrid - Real Murcia - Real Oviedo | - Sabadell - Siviglia - Sporting Gijón - Valencia |

### Segunda División

#### 14 squadre
| - Alcoyano - Barakaldo - Real Betis - Celta Vigo - Ceuta | - Constància - Hércules - Leonesa - Maiorca - Racing Ferrol | - Racing Santander - Real Saragozza - Real Sociedad - Xerez FC |

## Primo turno
|                     | Risultato |                 | Andata | Ritorno |  |
| ------------------- | --------- | --------------- | ------ | ------- |  |
| Deportivo La Coruña | 0 - 3     | Real Sociedad   | 0 - 0  | 0 - 3   |  |
| Leonesa             | 3 - 11    | Athletic Bilbao | 1 - 3  | 2 - 8   |  |
| Celta Vigo          | 3 - 4     | Espanyol        | 2 - 3  | 1 - 1   |  |
| Barakaldo           | 5 - 4     | Real Murcia     | 2 - 1  | 3 - 3   |  |
| Barcellona          | 10 - 1    | Real Saragozza  | 5 - 1  | 5 - 0   |  |
| Sabadell            | 2 - 5     | Alcoyano        | 1 - 1  | 1 - 4   |  |
| Ceuta               | 1 - 9     | Real Madrid     | 0 - 4  | 1 - 5   |  |
| Valencia            | 4 - 1     | Xerez FC        | 3 - 0  | 1 - 1   |  |
| Siviglia            | 7 - 1     | Maiorca         | 6 - 0  | 1 - 1   |  |
| Granada             | 5 - 2     | Hércules        | 4 - 2  | 1 - 0   |  |

## Ottavi di finale
|                   | Risultato |                 | Andata | Ritorno | Spareggio |  |
| ----------------- | --------- | --------------- | ------ | ------- | --------- |  |
| Barcellona        | 2 - 5     | Athletic Bilbao | 1 - 2  | 1 - 3   |           |  |
| Sporting Gijón    | 1 - 2     | Real Oviedo     | 0 - 0  | 1 - 2   |           |  |
| Atlético Aviación | 2 - 0     | Racing Ferrol   | 2 - 0  | 0 - 0   |           |  |
| Siviglia          | 2 - 2     | Real Madrid     | 1 - 0  | 1 - 2   | 2 - 0     |  |
| Valencia          | 3 - 2     | Alcoyano        | 1 - 0  | 2 - 2   |           |  |
| Racing Santander  | 2 - 5     | Castellón       | 1 - 2  | 1 - 3   |           |  |
| Barakaldo         | 0 - 7     | Espanyol        | 0 - 4  | 0 - 3   |           |  |
| Granada           | 4 - 2     | Real Sociedad   | 3 - 0  | 1 - 2   |           |  |

## Quarti di finale
|                   | Risultato |                 | Andata | Ritorno | Spareggio |  |
| ----------------- | --------- | --------------- | ------ | ------- | --------- |  |
| Atlético Aviación | 1 - 2     | Athletic Bilbao | 1 - 2  | 0 - 0   |           |  |
| Castellón         | 4 - 4     | Granada         | 3 - 0  | 1 - 4   | 1 - 2     |  |
| Real Oviedo       | 2 - 4     | Espanyol        | 1 - 2  | 1 - 2   |           |  |
| Valencia          | 5 - 3     | Siviglia        | 5 - 1  | 0 - 2   |           |  |

## Semifinali
|          | Risultato |                 | Andata | Ritorno |  |
| -------- | --------- | --------------- | ------ | ------- |  |
| Valencia | 3 - 2     | Granada         | 2 - 0  | 1 - 2   |  |
| Espanyol | 1 - 4     | Athletic Bilbao | 0 - 0  | 1 - 4   |  |

## Finale
| Arbitro: | Pedro Escartín |

|                           |           |                      |
| Zarra 21’ Iriondo 26’ 90’ | Marcatori | 12’ Amadeo 37’ Mundo |